# Jurre Trouw
Jurre Trouw (Dordrecht, 24 maart 1984) is een Nederlandse oud-langebaanschaatser gespecialiseerd in de sprintafstanden. Hij werd in april 2014 aangesteld als assistent-coach bij Team Corendon.

## Carrière
Trouw schaatste voor het gewest Noord-Holland/Utrecht en zat bij het KNSB Opleidingsteam, maar trainde sinds het begin van seizoen 2007/2008 in de VPZ-schaatsploeg onder leiding van Erik Bouwman en Emiel Kluin. Vanaf seizoen 2008/2009 zat Trouw bij de Hofmeier-ploeg van Ron Neymann alwaar zijn contract in 2010 niet werd verlengd. Geplaagd door blessures zal hij het seizoen 2010/2011 niet schaatsen.
Hij is senior sinds het seizoen 2004-2005. In het jaar 2004 werd hij eerste op het NK Sprint voor junioren.

### Seizoen 2004-2005
In dit seizoen zit Trouw in een soort overgangsperiode tussen junior en senior. In deze periode ben je een neo-senior, een categorie die in het leven is geroepen omdat veel schaatsers het moeilijk vonden aansluiting te krijgen bij de toppers als ze eenmaal junior-af waren. Dit betekent dat hij uitkomt op zowel de junior-NK Allround, waar hij beslag legt op de 9e plaats, en de junior-NK Sprint, waar hij Nederlands kampioen wordt, als de 'grote' NK Sprint. Hier eindigt hij als 12e.

### Seizoen 2005-2006
Dit seizoen mag Trouw voor het laatst meeschaatsen op de NK Allround voor junioren, waar hij als 8e eindigt. Op de 'grote' NK Afstanden in Heerenveen eindigt hij op de 500 meter als 18e en op de 1000 meter als 22e. Op de NK Sprint wordt hij 9e.

### Seizoen 2006-2007
Op de NK Afstanden, dit jaar op de ijsbaan in Assen, komt Trouw uit op de drie kortste afstanden. Op de 500 meter wordt hij, net als vorig jaar, 18e. Op de 1000 meter verbetert hij zich flink ten opzichte van vorig jaar door 13e te worden. Als laatste rijdt hij de 1500 en daar eindigt hij als 23e. Bij de NK Sprint in Groningen wordt Trouw 9e.

### Seizoen 2007-2008
Het eerste seizoen bij de VPZ-ploeg van Erik Bouwman begint, zoals ieder jaar, met de NK Afstanden, ditmaal gehouden in Thialf in Heerenveen. Op de 500 meter wordt Trouw hier 6e. Zijn tijd in de eerste omloop is voldoende om zich als vijfde en laatste te plaatsen voor de wereldbekerwedstrijden in Calgary en Salt Lake City. Op de 1000 meter eindigde Trouw als 10e.

### Seizoen 2008-2009
Jurre wisselt van sponsor en hij maakt nu deel uit van de Hofmeier (schaatsploeg). Op 22 oktober 2008 werd bekend dat Trouw door een aanhoudende enkelblessure tot januari niet in actie kan komen. Hij ging zich daarom richten op de Nederlandse Kampioenschappen Sprint in januari 2009. Tijdens zijn blessureperiode rondde Trouw zijn opleiding tot fysiotherapeut in af. In die periode sloot hij zich aan bij APPM waar hij zou meetrainen en de schaatsers bijstaan als fysiotherapeut, maar niet lang daarna dwongen aanhoudende fysieke ongemakken hem tot de beëindiging van zijn schaatscarrière.

## Persoonlijke records
| Afstand    | Tijd    | Datum            | Baan       |
| ---------- | ------- | ---------------- | ---------- |
| 500 meter  | 35,16   | 16 november 2007 | Calgary    |
| 1000 meter | 1.10,35 | 5 januari 2008   | Heerenveen |
| 1500 meter | 1.49,62 | 12 augustus 2005 | Calgary    |
| 3000 meter | 4.00,85 | 4 februari 2005  | Assen      |
| 5000 meter | 7.23,01 | 5 februari 2005  | Assen      |

## Resultaten
| Seizoen | NK junioren | NK Sprint junioren | NK Afstanden                 | NK Sprint |
| ------- | ----------- | ------------------ | ---------------------------- | --------- |
| 2000    | 6e          |                    |                              |           |
| 2001    | 11e         |                    |                              |           |
| 2002    | 23e         |                    |                              |           |
| 2003    | 9e          | 8e                 |                              |           |
| 2004    | 9e          | Goud               | 18e 500m 22e 1000m           | 12e       |
| 2005    | 8e          |                    | 11e 500m 13e 1000m 23e 1500m | 9e        |
| 2006    |             |                    | 11e 500m 15e 1000m           | 9e        |
| 2007    |             |                    | 13e 500m 22e 1000m           | 23e       |
| 2008    |             |                    | 6e 500m 10e 1000m            | 9e        |

### Medaillespiegel
| kampioenschap      | Goud | Zilver | Brons |
| ------------------ | ---- | ------ | ----- |
| NK Sprint junioren | 1    | 0      | 0     |